# باردول (تگزاس)
باردول، تگزاس(به انگلیسی: Bardwell, Texas) شهری در ایالت تگزاس از ایالات جنوبی ایالات متحده آمریکا است. در سرشماری سال ۲۰۰۰، جمعیت این شهر ۵۸۳ نفر اعلام شد.